# Eliptični paraboloid
Eliptični paraboloid je ploskev drugega reda, ki se jo
opiše z enačbo:
{\displaystyle {\frac {x^{2}}{a^{2}}}+{\frac {y^{2}}{b^{2}}}-z=0\!\,.}
Parametrične enačbe za eliptični paraboloid z višino h so 
{\displaystyle x=a{\sqrt {u}}\cos {\nu }}
{\displaystyle y=b{\sqrt {u}}\sin {\nu }}
{\displaystyle z=u}
kjer je 
- {\displaystyle \nu \in [0,2\pi )}
- {\displaystyle u\in [0,h]}
- {\displaystyle a} velika polos elipse
- {\displaystyle b} mala polos elipse

Kadar je a = b, se dobi eliptični paraboloid, ki se imenuje rotacijski paraboloid. Ta nastane tedaj, ko se zavrti parabolo okrog osi, ki je vzporedna z osjo parabole. 
Za eliptični paraboloid je značilno, da so preseki vzporedni z osjo simetrije, parabole. Preseki, ki pa so pravokotni nanje, so elipse in v posebnih primerih krožnice.

## Gaussova ukrivljenost
Gaussova ukrivljenost je enaka 
{\displaystyle K={4a^{2}b^{2} \over [4a^{2}b^{2}+2u(a^{2}+b^{2})+2(a^{2}-b^{2})u\cos {2\nu }]^{2}}}.

## Srednja ukrivljenost
Srednja ukrivljenost pa je 
{\displaystyle K={ab(a^{2}+b^{2}+4u \over [4a^{2}b^{2}+2u(a^{2}+b^{2})+2(a^{2}-b^{2})u\cos {2\nu }]^{2}}}.